# Comte de Salisbury
Le titre de comte de Salisbury, associé à la ville de Salisbury, est un titre de la pairie d'Angleterre à l'histoire complexe.

## Histoire du titre
Le titre fut créé pour Patrick de Salisbury par Mathilde l'Emperesse lors de la guerre civile dite « l'Anarchie ». Le titre fut cependant reconnu par son adversaire, le roi Étienne d'Angleterre, puis par son successeur Henri II à son accession en 1154.
Guillaume de Longue-Épée, un fils illégitime d'Henri II, fut marié par son demi-frère Richard Cœur de Lion à Ela, la fille et héritière du 2e comte, comtesse de jure.
Alice de Lacy, épouse de Thomas de Lancastre, comte de Leicester et Lancastre, hérita du titre. Quand son mari perdit ses titres et fut exécuté pour trahison en 1322, la comtesse rendit ses titres au roi, et ceux-ci s'éteignirent.
Le titre fut créé un deuxième fois en 1337 pour William Montagu. Il fut porté par Richard Neville, le Faiseur de rois, et à sa mort, le titre devint dormant car il y avait de nombreux successeurs légitimes potentiels.
Il fut donné à Georges, duc de Clarence en 1472. Quand le duc fut exécuté pour trahison en 1478, le titre fut confisqué. Il fut à nouveau créé pour Édouard de Middleham, le fils de Richard III, qui devint plus tard prince de Galles. À sa mort, le titre s'éteint.
En 1485, la dormance du titre de la deuxième création fut terminée, et le titre alla à Édouard Plantagenet, le petit-fils de Richard Neville. Édouard, dernier représentant de la maison d'York fut exécuté pour haute trahison en 1499. Le titre ne fut, toutefois, officiellement confisqué qu'en 1504. Margaret, sa sœur regagna ce titre en 1512 à l'accession d'Henri VIII, mais il lui fut confisqué en 1539 pour trahison. Elle fut emprisonnée deux ans, puis exécutée en 1541.
Le titre fut finalement donné à Robert Cecil, un proche conseiller de Jacques Ier. Le septième comte de cette création James Cecil (1748-1823) est élevé au rang de marquis en 1789. Les marquis continuent de posséder le titre comme titre subsidiaire.

## Liste des comtes de Salisbury

### Première création (vers1143)
- 1143-1168 : Patrick de Salisbury († 1168) ;
- 1168-1196 : Guillaume de Salisbury († 1196) ;
- 1196-1261 : Ela de Salisbury (en) († 1261), fille du précédent ;
  - 1196-1226 : Guillaume de Longue-Épée († 1226), fils illégitime d'Henri II, comte en droit de sa femme ;
- 1261-1306/10 : Marguerite de Longue-Épée († 1306/10), arrière-petite-fille de la précédente ;
  - 1261-1311 : Henry de Lacy, 3e comte de Lincoln, son mari ;
- 1311-1322 : Thomas de Lancastre, comte de Leicester et Lancastre qui fut exécuté en 1322. Époux d'Alice de Lacy, fille des précédents.

### Deuxième création (1337)
- 1337-1344 : William Montagu (1301-1344) ;
- 1344-1397 : William Montagu (1328-1397), fils du précédent ;
- 1397-1400 : John Montagu (1350-1400), fils du précédent ;
- 1421-1428 : Thomas Montagu (1388-1428),  fils du précédent;
- 1428-1462 : Alice Montagu (1407-1462), fille du précédent;
  - 1428-1460 : Richard Neville (1400-1460), son mari ;
- 1462-1471 : Richard Neville dit Warwick le faiseur de rois (1428-1471), fils des précédents.

Le titre est dormant.

### Troisième création (1472)
- 1472-1478 : Georges Plantagenêt (1449-1478), comte de Warwick et duc de Clarence. Gendre du précédent. Exécuté pour trahison.

Titre confisqué pour trahison.

### Quatrième création (1478)
- 1478-1484 : Édouard de Middleham (1473-1484), prince de Galles, fils unique de Richard III.

### Troisième  création (restauration)
- 1512-1539 : Margaret Pole (1474-1541), fille de Georges Plantagenêt. Emprisonnée et exécutée pour trahison.

Titre confisqué pour trahison.

### Cinquième création (1605)
- 1605-1612 : Robert Cecil (vers 1565-1612) ;
- 1612-1668 : William Cecil (1591-1668). Fils du précédent ;
- 1668-1683 : James Cecil (1648-1683). Petit-fils du précédent ;
- 1683-1694 : James Cecil (1666-1694) ;
- 1694-1728 : James Cecil (1691-1728). Fils du précédent ;
- 1728-1780 : James Cecil (1713-1780). Fils du précédent ;
- 1780-1823 : James Cecil (1748-1823). Fils du précédent.

Ce dernier devient marquis de Salisbury en 1789. Le titre de comte devient subsidiaire à celui de marquis.

### Sources
- « Comtes de Salisbury » sur Leigh Rayment's Peerage Page.